# ChouCho
ChouCho (ちょうちょ Chōcho?, lit. "Mariposa") (nacida un 21 de junio) es una cantante japonesa de Suita, Osaka afiliada a Lantis.

## Carrera
ChouCho formó la banda "Lotus Lotus" en 2007, cuando aún iba al instituto, y cantó covers de canciones de anime. Empezando en 2008, empezó a subir videos de sus actuaciones en la web de alojamiento de videos Nico Nico Douga, alcanzando una gran popularidad.
El 27 de julio de 2011, debutó con su sencillo "Kawaru Mirai" (カワルミライ?  lit. "Cambiando el Futuro"), usado como tema de apertura en el anime de 2011 Kami-sama no Memo-chō. Su segundo sencillo, "Authentic symphony" salió al mercado el 26 de octubre de 2011, y aparece como tema de apertura en el anime Mashiroiro Symphony. En agosto de 2011, sacó su primer álbum, Lapis, junto con el productor Junky.
Su tercer sencillo, "Harmonia" (ハルモニア?) salió el 23 de noviembre de 2011, y se usa como tema de cierre en la OVA de 2011 The Legend of Heroes: Trails in the Sky. Su cuarto sencillo, "Million of Bravery" salió el 21 de marzo de 2012, y es el tema principal del videojuego  Kaku-San-Sei Million Arthur. Su quinto sencillo, "Yasashisa no Riyū" (優しさの理由?  lit. "Razón de la Amabilidad") salió el 2 de mayo de 2012, y aparece como opening del anime Hyōka.
ChouCho sacó su primer álbum en solitario, Flyleaf, el 8 de agosto de 2012. El álbum contiene todos sus sencillos anteriores. Su sexto sencillo, "DreamRiser" salió el 24 de octubre de 2012, y aparece como tema de apertura para el anime Girls und Panzer. Su séptimo sencillo, "Sora to Kimi no Message" (空とキミのメッセージ?  lit. "Mensaje del Cielo para Ti"), usado como tema de cierre en la serie Suisei no Gargantia, salió el 22 de mayo de 2013.

## Discografía

### Álbumes
| Año  | Detalles | Posición más alta en Oricon |
| ---- | --- | --------------------------- |
| 2011 | Lapis (bajo el nombre de Junky Infinity Chōcho) - Lanzamiento: 24 de agosto de 2011 - Discográfica: dmARTS (DGSA-10015) - Formato: CD | 189                         |
| 2012 | Flyleaf - Lanzamiento: 8 de agosto de 2012 - Discográfica: Lantis (LACA-15224) - Formato: CD                                          | 31                          |
| 2013 | Secretgarden - Lanzamiento: 25 de diciembre de 2013 - Discográfica: Lantis (LACA-15366) - Formato: CD, CD+DVD                         | 41                          |

### Miniálbumes
| 2011                                                  | Crystal Note - Lanzamiento: 1 de mayo de 2011 - Formato: Digital | — |
| "—" indica lanzamientos que no llegaron a las listas. |                                                                  |   |

### Sencillos
| Año  | Detalles                                        | Detalles                | Detalles                                                  | Posición más alta en Oricon | Álbum   |
| Año  | Canción                                         | Lanzamiento             | Uso                                                       | Posición más alta en Oricon | Álbum   |
| ---- | ----------------------------------------------- | ----------------------- | --------------------------------------------------------- | --------------------------- | ------- |
| 2011 | Kawaru Mirai (カワルミライ?)                    | 27 de julio de 2011     | Tema de apertura de Kami-sama no Memo-chō                 | 38                          | Flyleaf |
| 2011 | Authentic Symphony'                             | 26 de octubre de 2011   | Tema de inicio de Mashiroiro Symphony                     | 29                          | Flyleaf |
| 2011 | Harmonia (ハルモニア?)                          | 23 de noviembre de 2011 | Tema de cierre de The Legend of Heroes: Trails in the Sky | 153                         | Flyleaf |
| 2012 | Million of Bravery                              | 21 de marzo de 2012     | Tema de Kaku-San-Sei Million Arthur                       | 93                          | Flyleaf |
| 2012 | Yasashisa no Riyū (優しさの理由?)               | 2 de mayo de 2012       | Tema de inicio de Hyōka                                   | 28                          | Flyleaf |
| 2012 | DreamRiser                                      | 24 de octubre de 2012   | Tema de apertura de Girls und Panzer                      | 41                          |         |
| 2013 | Sora to Kimi no Message (空とキミのメッセージ?) | 22 de mayo de 2013      | Tema de cierre de Suisei no Gargantia                     | 43                          |         |
| 2013 | Starlog                                         | 31 de julio de 2013     | Tema de apertura de Fate/kaleid liner Prisma Illya        | [ 12 ]                      |         |

### Videos musicales
| Año  | Canción                   | Director |
| ---- | ------------------------- | -------- |
| 2011 | "Kawaru Mirai"            |          |
| 2011 | "Authentic Symphony"      |          |
| 2011 | "Harmonia"                |          |
| 2012 | "Million of Bravery"      |          |
| 2012 | "Yasashisa no Riyū"       |          |
| 2012 | "DreamRiser"              |          |
| 2013 | "Sora to Kimi no Message" |          |
| 2013 | "Starlog"                 |          |

### Otras apariciones en álbumes
| Año  | Canción                               | Álbum                                                                  | Notas                                                                                                  | Ref.   |
| ---- | ------------------------------------- | ---------------------------------------------------------------------- | --- | ------ |
| 2010 | "Tamashii no Refrain"                 | Chō! Anime Beat                                                        | Acreditada como "Jik feat. ChouCho                                                                     | [ 13 ] |
| 2011 | "Yū Hanabi"                           | Mirai Cococompy                                                        | Acreditada como "Junky featuring Chōcho"                                                               |        |
| 2011 | "Yūhikaoka" "Taiyō to Tsuki no Rondo" | Brilliant White Noise                                                  | Acreditada como "Chōcho & Hana-tan" en "Taiyō to Tsuki no Rondo"                                       |        |
| 2011 | "Happy Fate"                          | Mirai Nikki Inspired Album Vol. 1: Ingaritsu Noise                     | Álbum de Image song para el anime Mirai Nikki                                                          | [ 14 ] |
| 2011 | "Koizakura"                           | Polyholic                                                              | Lanzado originalmente en el Comic Market 81                                                            | [ 15 ] |
| 2012 | "Authentic Symphony"                  | Mashiroiro Symphony Original Soundtrack                                | Versión corta de la canción para el anime Mashiroiro Symphony                                          |        |
| 2012 | "7th Heaven"                          | Mirai Nikki Inspired Album Vol. 2: Ingaritsu Decibel                   | Álbum de Image song para el anime Mirai Nikki                                                          |        |
| 2012 | "Kawaru Mirai"                        | Heart of Magic Garden                                                  | Álbum de colaboraciones para el anime Kami-sama no Memo-chō                                            |        |
| 2012 | "Dive into your fate"                 | The Legend of Heroes: Trails in the Sky The Animation Vocal Collection | Álbum de colaboraciones con la canción del anime The Legend of Heroes: Trails in the Sky The Animation |        |
| 2013 | "DreamRiser"                          | Girls und Panzer Original Soundtrack                                   | Versión corta de la canción para el anime Girls und Panzer                                             |        |